# Ermita de Santa Bàrbara (Bolbait)
L'ermita de Santa Bàrbara és una ermita situada a la muntanya Bolantín, en el municipi de Bolbait. És un Bé de Rellevància Local amb identificador nombre 46.22.073-004.

## Història
El temple va ser construït a finals del segle xvii i ha estat objecte de reformes i alteracions al llarg de la seua existència.

## Descripció
La muntanya Bolantín, també anomenat Turó de l'Ermita, és una elevació arbolada de 350 m, situada a uns 600 m al NNW de la població, amb vistes sobre aquesta. L'accés a l'emplaçament del temple es realitza per un camí asfaltat que sorgeix des de la carretera CV-580 cap a l'est, a aproximadament 1 km al nord de la població.
Es tracta d'una petita capella de planta rectángular, exempta i cimentada sobre una plataforma. Es cobreix amb coberta de teules a dues aigües. Està pintada tota de blanc excepte els carreus de les seues cantonades i la cimentació correguda de pedra envolta tot l'edifici. En la part posterior, formant un mateix cos amb la capella però de menor altura que aquesta i amb una teulada independent a una aigua, es troba adossada la casa de l'ermità.
La façana està dividida en dues parts per una imposta. Al centre de la inferior s'obre una porta emplanxada i amb llindar, envoltada per una sanefa pintada. En vertical sobre la porta hi ha un òcul circular i sobre aquest el nom de l'ermita en taulells. A banda i banda, gairebé en els carreus de les cantonades, hi ha dos grans fanals metàl·lics. Sobre la imposta es desenvolupa l'adorn, hi ha un mural ceràmic amb la imatge de la titular i sobre aquest es troba l'espadanya amb campana. Sobre l'espadanya s'alça una creu.

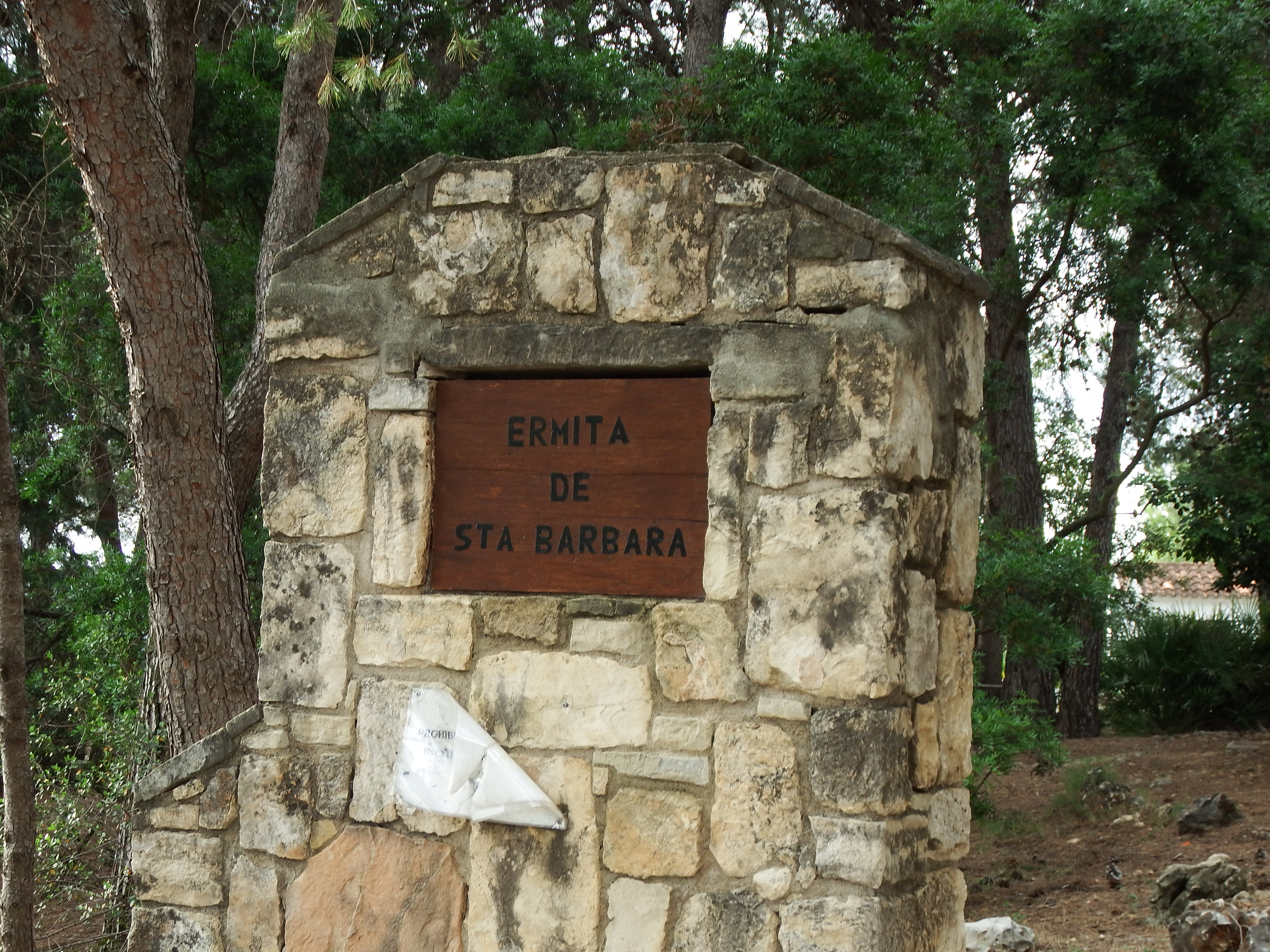
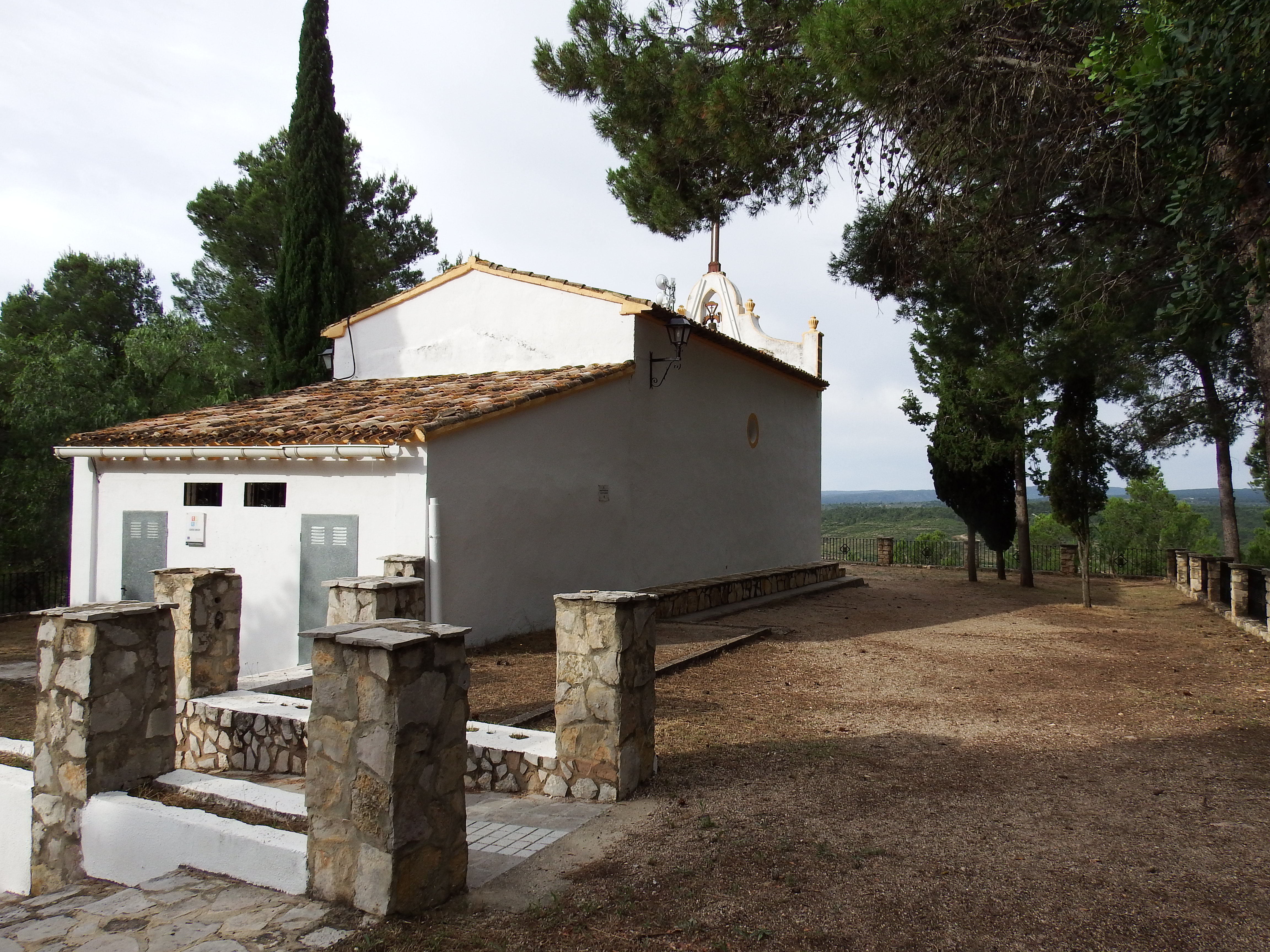
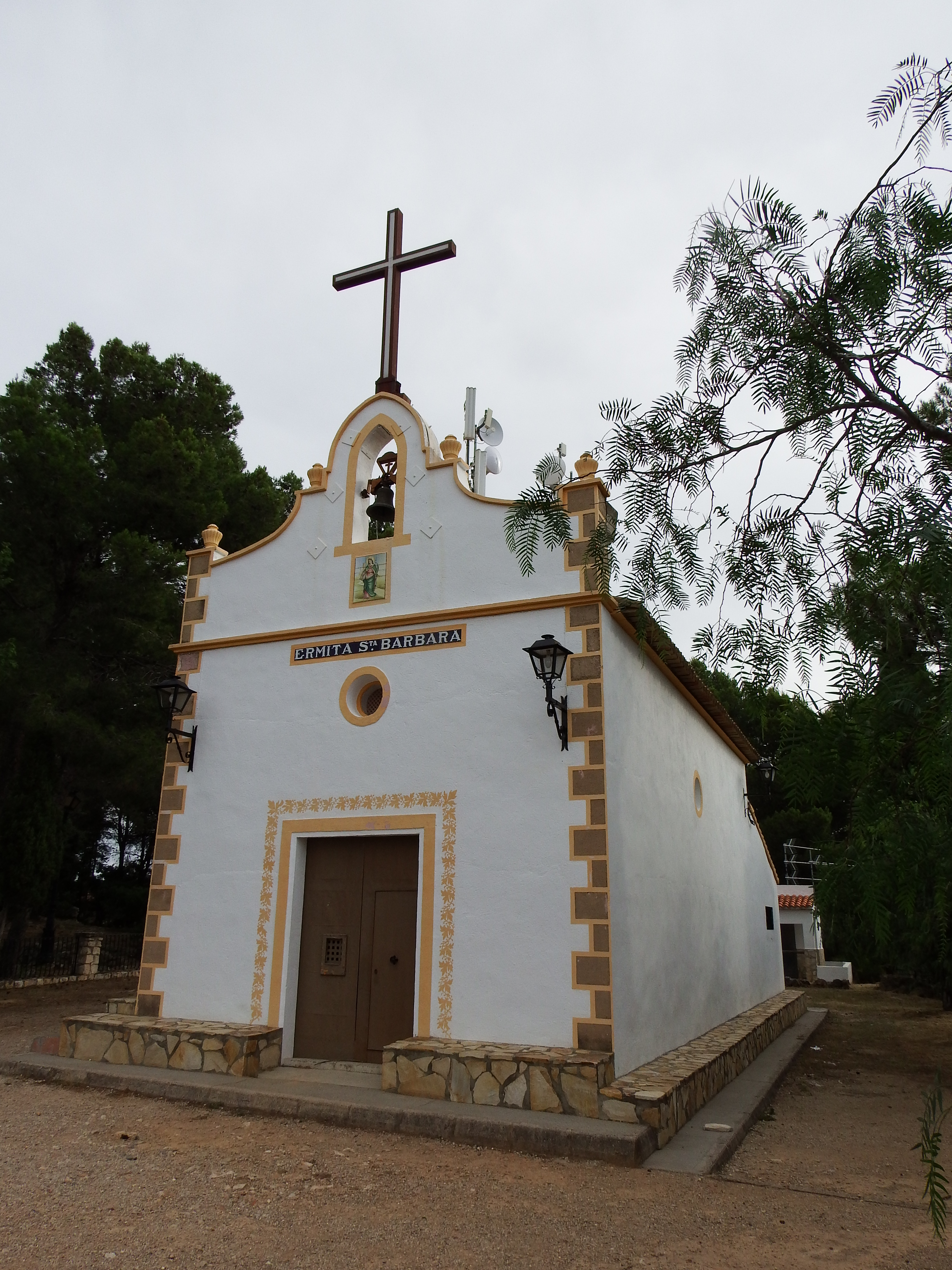
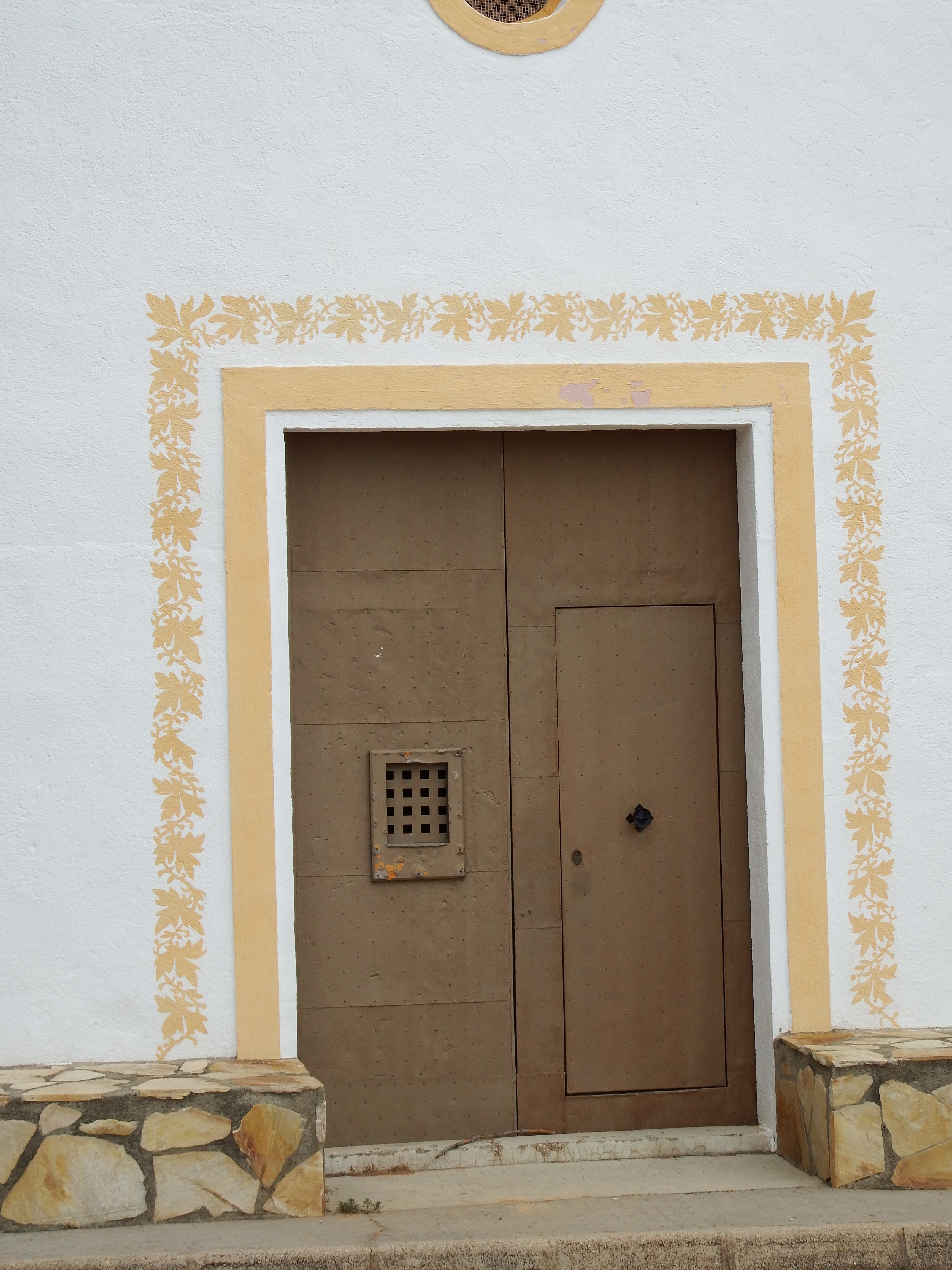
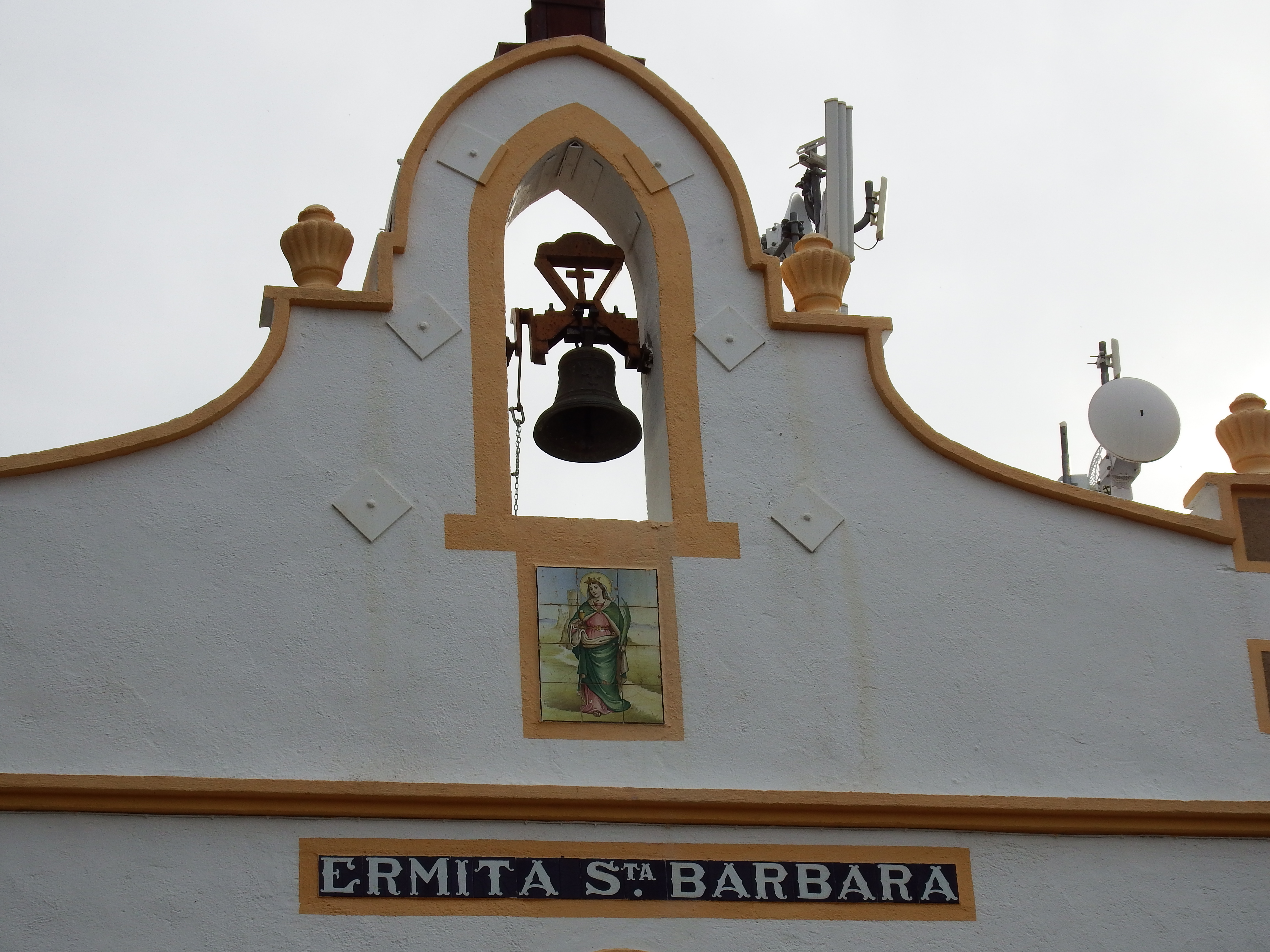
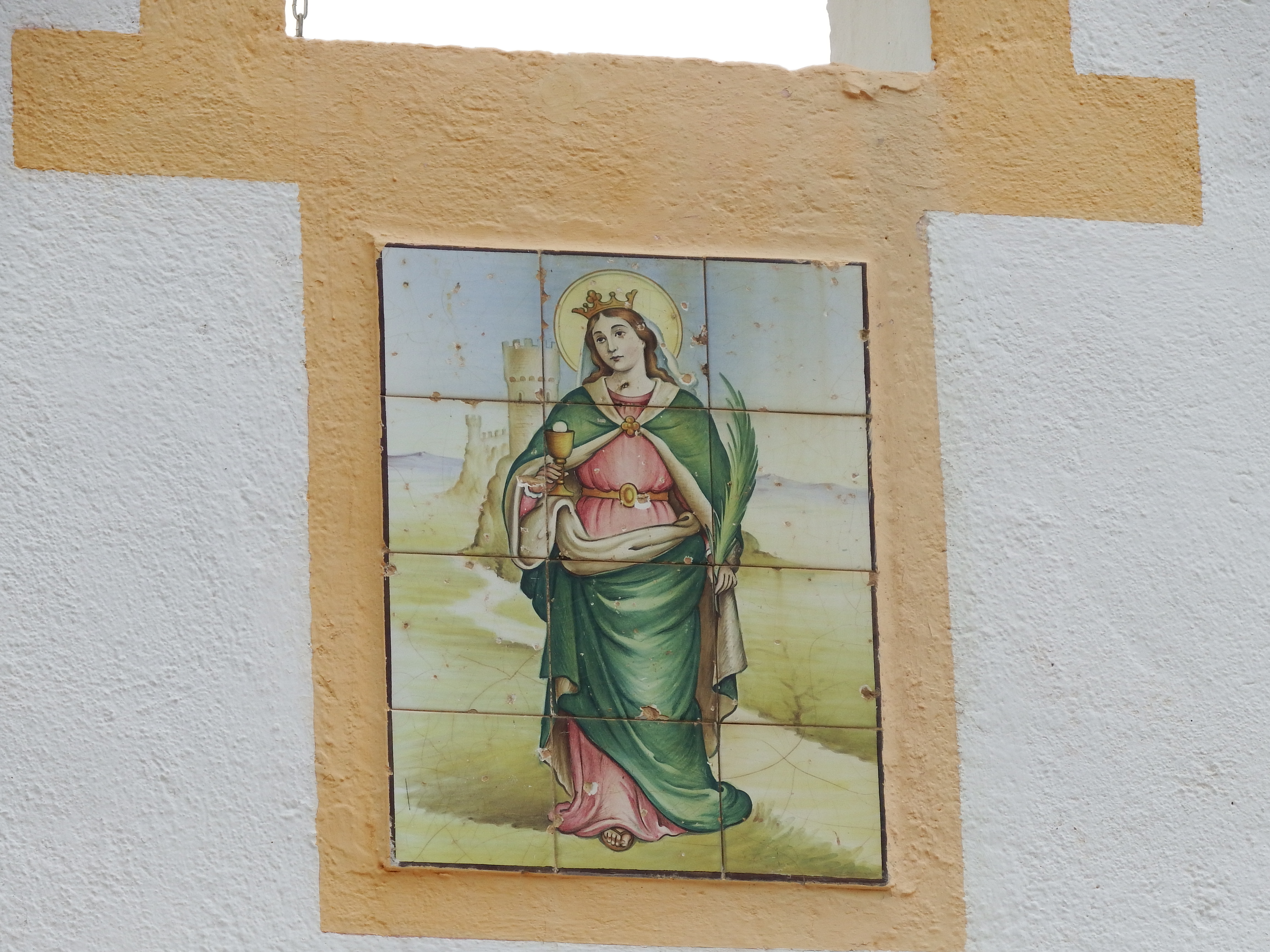

La campana va ser fabricada cap a 1960 per Germans Roses, de Silla.
L'interior és també de planta rectangular. El seu sòl es cobreix de rajoles blanques i negres que formen figures geomètriques. El sostre és pla. La decoració més rellevant són unes pintures murals obra de José Antonio Espinar. En la testera es troba un retaule, restaurat pel mateix autor dels murals, i en una fornícula una talla de Santa Bàrbara.